# Chelsea Field
Chelsea Field (Glendale, Californië, 27 mei 1957) is een Amerikaans actrice. Ze is sinds 1996 getrouwd met acteur Scott Bakula en samen hebben ze twee kinderen.

## Beknopte filmografie
- 1985 - Commando - Stewardess
- 1985 - Perfect - Randy
- 1987 - Masters of the Universe - Teela
- 1989 - Skin Deep - Amy
- 1991 - Harley Davidson and the Marlboro Man - Virginia Slim
- 1991 - The Last Boy Scout - Sarah Hallenbeck
- 1993 - Snapdragon - Peckham
- 1993 - The Dark Half - Annie Pangborn
- 1994 - Andre - Thalice Whitney
- 1996 - Flipper - Cathy
- 1998 - Wicked - Karen Christianson
- 2001 - The Unsaid - Penny Hunter

- Biblioteca Nacional de España: XX1174475
- Bibliothèque nationale de France: cb13987969x (data)
- Gemeinsame Normdatei: 113332521
- International Standard Name Identifier: 0000 0001 1488 1564
- Library of Congress Control Number: nr2001028887
- Système universitaire de documentation: 172010098
- Virtual International Authority File: 14967693
- WorldCat: E39PBJjXp76vqPGXfcrwxXRFrq